# Hepialidae
Famille

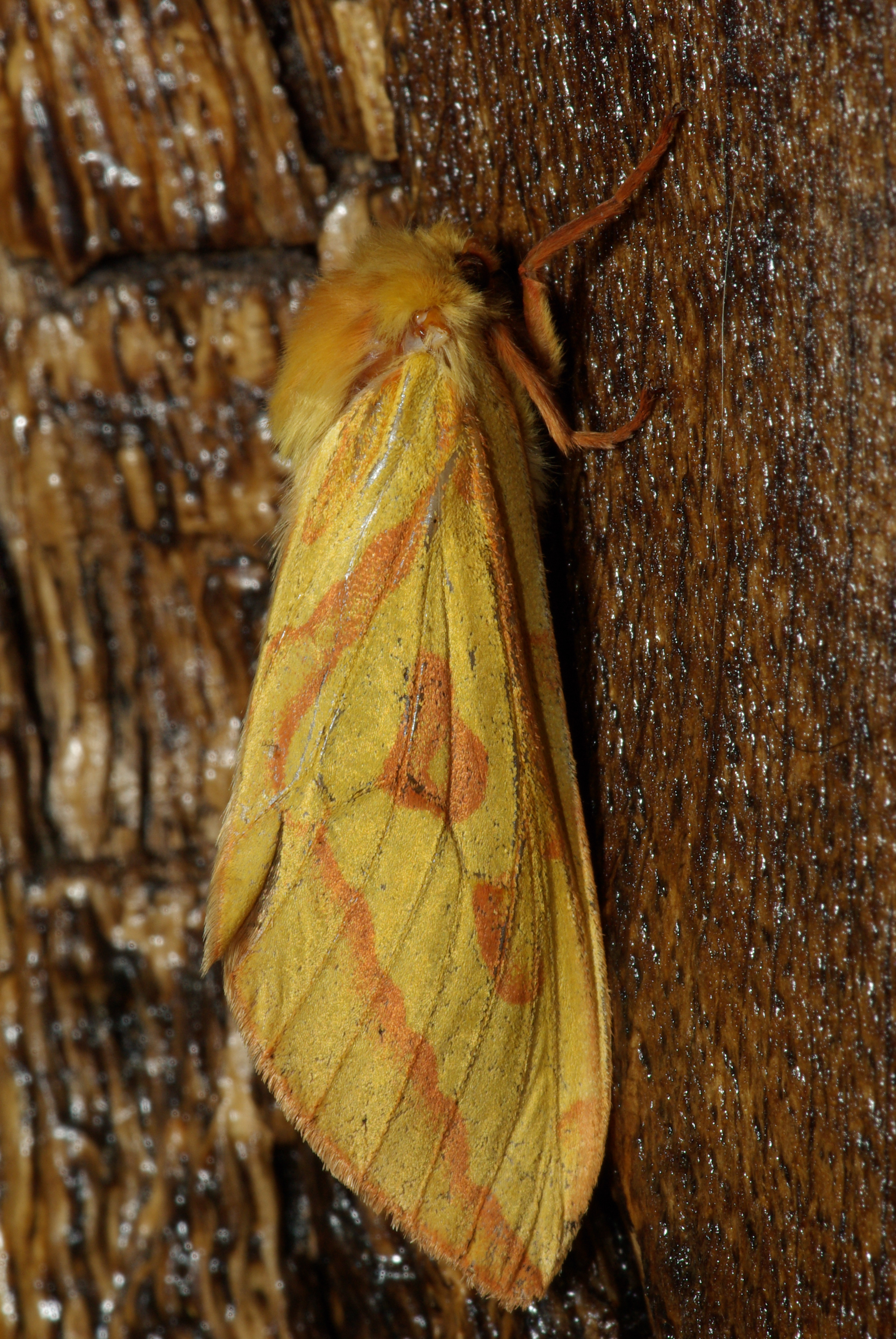
Hepiale du houblon (Hepialus humuli)

Les Hepialidae sont une famille de lépidoptères qui compte environ 500 espèces à travers le monde. La plupart des espèces présentent un fort dimorphisme sexuel : les mâles sont en général plus petits que les femelles. 
On considère cette famille comme primitive avec nombre de différences structurelles par rapport aux autres mites, par exemple de très courtes antennes et l'absence de proboscis ou de  frenulum.
Les chenilles se nourrissent de différentes manières : certaines se nourrissent de feuilles, d'autres se nourrissent des racines souterraines et d'autres se nourrissent à l'intérieur de la tige ou du tronc de leur plante nourricière.  La femelle ne pond pas ses œufs à un endroit spécifique mais les disperse lors de son vol (diffusion), parfois en énormes quantités (plus de 10 000 d'une seule femelle dans certaines espèces).

## Taxons de rang inférieur

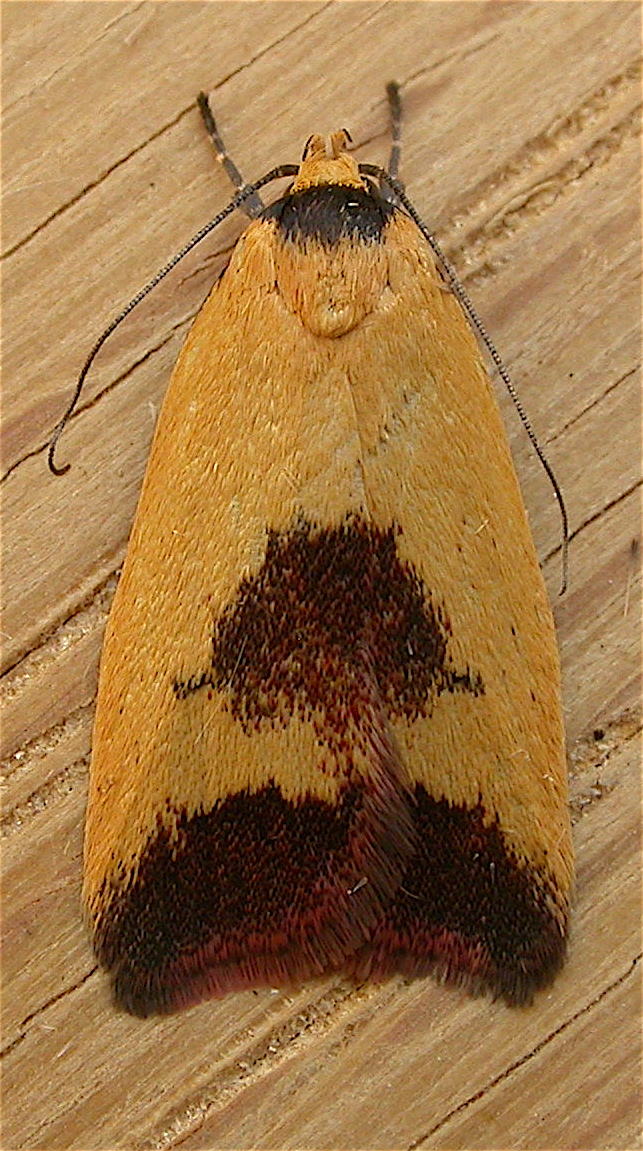
Ageletha hemiteles

Il s'agit des genres :
- Abantiades
- Aenetus
- Afrotheora
- Andeabatis
- Antihepialus
- Aoraia
- Aplatissa
- Bipectilis
- Blanchardina
- Bordaia
- Calada
- Callipielus
- Cibyra
- Cladoxycanus
- Dalaca
- Dioxycanus
- Druceiella
- Dumbletonius
- Elhamma
- Endoclita
- Eudalaca
- Fraus
- Gazoryctra
- Gorgopis
- Heloxycanus
- Hepialiscus
- Hepialus
- Jeana
- Korscheltellus
- Leto
- Metahepialus
- Napialus
- Neohepialiscus
- Oncopera
- Oxycanus
- Palpifer
- Parahepialiscus
- Pfitzneriana
- Pfitzneriella
- Pharmacis
- Phassodes
- Phassus
- Phialuse
- Phymatopus
- Puermytrans
- Roseala
- Schausiana
- Sthenopis
- Thitarodes
- Trichophassus
- Trictena
- Triodia
- Wiseana
- Xhoaphryx
- Zelotypia
- Zenophassus

## Principales espèces européennesà compléter
Les espèces suivantes sont présentes en Europe :
- Gazoryctra
  - Gazoryctra fuscoargentea - Scandinavie septentrionale
  - Gazoryctra ganna - Alpes, Scandinavie septentrionale, Russie septentrionale
- Hepialus
  - Hepialus humuli Linné - Hépiale du houblon - Europe
  - Hepialus lupulinus - syn. Korscheltellus lupulinus
- Korscheltellus
  - Korscheltellus lupulinus (ou Korscheltellus lupulina) - Louvette ou petite hépiale du houblon - Europe
- Pharmacis
  - Pharmacis aemiliana - Italie
  - Pharmacis anselminae - Italie
  - Pharmacis bertrandi - France
  - Pharmacis carna - Europe centrale et orientale
  - Pharmacis castillana - Espagne
  - Pharmacis claudiae - Italie
  - Pharmacis fusconebulosa - Europe
  - Pharmacis pyrenaica - Pyrénées
- Phymatopus
  - Phymatopus hecta - Europe centrale et septentrionale
- Triodia
  - Triodia adriaticus - Croatie, Macédoine, Grèce, Crète
  - Triodia amasinus - Balkans
  - Triodia sylvina - sylvine - Europe